# Mariam Metwally
Mariam Metwally, née le 11 novembre 1996 à Alexandrie, est une joueuse professionnelle de squash représentant l'Égypte. Elle atteint le 20e rang mondial en avril 2018, son meilleur classement. Elle est finaliste du championnat du monde junior en 2013 face à Nour El Sherbini.

## Biographie
Junior brillante avec une finale de championnat du monde junior en 2013 face à la tenante du titre Nour El Sherbini, elle remporte la même année son premier titre professionnel au tournoi de squash Women’S Swiss Open de Genève,.

## Palmarès

### Finales
- Championnats du monde junior : 2013